# Теслефф, Ирма
Ирма Паулина Наталия Теслефф (швед. Irma Paula Nathalia Thesleff, урождённая Саксе́н швед. Saxén; род. 24 июля 1948, Хельсинки, Финляндия) — финский учёный, специалист по биологии развития.
Профессор Института биотехнологии Хельсинкского университета, член Финской академии науки и литературы и иностранный член Национальных Медицинской академии (2014) и Академии наук (2017) США.

## Биография
Окончила дентальную школу медицинского факультета Хельсинкского университета (1972).
Докторскую степень по одонтологии получила в том же университете в 1975 году. В 1978-80 годах постдок в Национальных институтах здравоохранения США в институте дентальных исследований.
С 1976 года преподаёт в альма-матер, с 1980 года доцент, с 1990 года профессор, в 1990—2004 годах заведовала кафедрой педодонтии и ортодонтии, с 1996 года профессор Института биотехнологии Хельсинкского университета. В 1983—1990 гг. учёный Академии Финляндии, а в 1998—2003 годах её академический профессор. В 2005—2010 годах почётный профессор Копенгагенского университета. В 2007—2009 годах председатель Biocentrum Helsinki. В 2009 году приглашённый профессор Университета Неймегена в Нидерландах.
Член Финской академии науки и литературы (1994), Финского общества наук и литературы (2005), Европейской академии (2000), EMBO (2000) и AcademiaNet (2015, была номинирована EMBO), фелло AAAS (2009). В 2008—2009 гг. председатель Европейского общества ортодонтии. Почётный член Финского общества ортодонтии (2010) и Финского дентального общества «Аполлония» (2015).
Удостоена почётных докторских степеней от канадского Университета Макгилла (2004), бельгийского Лёвенского католического университета (2005), венгерского Дебреценского университета (2008), шведских Гётеборгского университета (1997) и Каролинского института (2010), норвежского Университета Осло (2008), датского Копенгагенского университета (2002).
Автор более 250 рецензированных публикаций.

## Награды и отличия
- Distinguished Scientist Award in Craniofacial Biology, International Association for Dental Research (1993)
- Thuréusprize, Университет Умео (1995)
- Научная награда города Хельсинки (1997)
- Международная премия Шведского дентального общества (1997)
- Anders Jahre Senior Medical Prize (1999)
- Профессор 2004?5 года, Finnish Union of University Professors (FUUP)
- Sheldon Friel Memorial Lecturer, European Orthodontic Society (2005)
- IADR/AADR William J. Gies Award (2006)
- Isaac Schour Memorial Award, International Association for Dental Research (2008)[2]
- Finnish Dental Society’s Apollonia Award (2009)
- Paul Goldhaber Award, Гарвардский университет (2010)
- Professor EJ Nyström Award Финского общества наук и литературы (2011)
- Academician of Science (Akateemikko[фин.]), 2014[5]